# Grič, Kostanjevica na Krki
Grič je naselje v Občini Kostanjevica na Krki.